# أندرياس بيريرا
أندرياس هوغو بيريرا (بالهولندية: Andreas Hugo Hoelgebaum Pereira) (ولد في 1 يناير 1996) هو لاعب كرة القدم البرازيلي الذي يلعب كلاعب خط وسط في نادي لاتسيو. ولد في دوفيل، بلجيكا، بدأ مسيرته مع نادي لوميل يونايتد في سن التاسعة، التحق إلى نادي ايندهوفن الهولندي قبل ان ينضم إلى مانشستر يونايتد في نوفمبر تشرين الثاني عام 2011. ولعب كرة القدم الدولية لفرق الشباب في كل من بلجيكا (في البلد الذي ولد فيه) والبرازيل (وطن والده). كان أول ظهور له في الدوري الممتاز في عام 2015. وقام في وقت لاحق بظهوره الأول له في كأس رابطة الاندية ضد إيبسويتش تاون بتسجيله الهدف الثاني من المباراة.

## روابط خارجية
- أندرياس بيريرا على موقع الاتحاد الدولي (مؤرشف)  (الإنجليزية)
- أندرياس بيريرا على موقع الاتحاد الأوربي (الإنجليزية)
- أندرياس بيريرا على موقع الاتحاد البلجيكي (الإنجليزية)
- أندرياس بيريرا على موقع إي إس بي إن إف سي (الإنجليزية)
- أندرياس بيريرا على موقع قاعدة بيانات كرة القدم.إي يو (الإنجليزية)
- أندرياس بيريرا على موقع ليكيب (الفرنسية)
- أندرياس بيريرا على موقع ناشيونال فوتبول تيمز (الإنجليزية)
- أندرياس بيريرا على موقع Soccerbase.com (لاعب) (الإنجليزية)
- أندرياس بيريرا على موقع Soccerway.com (الإنجليزية)
- أندرياس بيريرا على موقع عالم كرة القدم.نت (الإنجليزية)